# اجانگبیلی
اجانگبیلی (به انگلیسی: Adjungbilly) یک شهرک در استرالیا است که در نیو ساوت ولز واقع شده‌است.